# 毕鲁图庙
毕鲁图庙，位于内蒙古自治区锡林郭勒盟苏尼特右旗，是一座藏传佛教格鲁派寺院。

## 简介
毕鲁图庙位于苏尼特右旗朱日和镇以南15公里处。该庙创建于清朝康熙四十七年底（约1708年），是苏尼特右翼旗第一座庙宇。
毕鲁图庙在苏尼特右旗30余座寺庙、诵经会中属于中等规模。根据2010年的调查，该庙是苏尼特右旗原有25处召庙中现存的唯一一处，现存大殿为原有建筑，尺度不大，特别是在垂直方向上尺度不大；该大殿的现代使用者，因不满足旧式窗户的昏暗光线，而将天井内的窗改成了钢窗，并安装玻璃。2010年的调查还发现该庙特殊的平面形式——“有耳房的经堂平面”，耳房在入口左右两侧各有一个，东面的耳房为楼梯间和储物间，西面的耳房仅为储物间。
毕鲁图庙如今仍为宗教活动场所，并经常举办佛事活动。2009年8月3日，由苏尼特右旗民族宗教事务局主办、苏尼特右旗毕鲁图庙管理委员会承办的“毕鲁图庙敖包祭祀暨千盏灯会”举行。
2006年，毕鲁图庙被列为内蒙古自治区文物保护单位。